# HNK Vukovar '91
El HNK Vukovar '91 fue un equipo de fútbol de Croacia que jugó en la 2.HNL, segunda división de fútbol en el país.

## Historia
Fue fundado en el año 1991 en la capital Zagreb por refugiados de la ciudad de Vukovar que huían de la Guerra de Croacia. Un año después se fusiona con el NK Sloga, un tradivcional club de Vukovar.
Su mayor logro fue ganar el título de la Druga HNL en la temporada de 1998/99 con lo que ascendieron por primera y única vez a la Prva HNL, liga en la que solamente jugaron una temporada luego de quedar en 11.º lugar en la temporada 1999/2000.
En la temporada 2007/08 descienden de la Druga HNL, aunque retornaron a la segunda categoría un año después hasta que volvieron a descender en la temporada 2010/11.
En enero de 2012 mientras jugaba en la Treca HNL pasaban por problemas financieros, y el 8 de febrero de 2012 la desaparición oficial del club por las deudas que tenía.
En el verano de 2012 nace el HNK Vukovar 1991, el sucesor oficial del club.

## Palmarés
- Druga HNL: 1

1998/99
- Druga HNL - Norte:

2001/02

## Temporadas
| 1992      |                                                                                            |                                                                                            |                                                                                            |                                                                                            |                                                                                            |                                                                                            |                                                                                            |                                                                                            |                                                                                            |                                                                                            |                                                                                            |                                                                                            |
| 1992–93   |                                                                                            |                                                                                            |                                                                                            |                                                                                            |                                                                                            |                                                                                            |                                                                                            |                                                                                            |                                                                                            |                                                                                            |                                                                                            |                                                                                            |
| 1993–94   |                                                                                            |                                                                                            |                                                                                            |                                                                                            |                                                                                            |                                                                                            |                                                                                            |                                                                                            |                                                                                            |                                                                                            |                                                                                            |                                                                                            |
| 1994–95   |                                                                                            |                                                                                            |                                                                                            |                                                                                            |                                                                                            |                                                                                            |                                                                                            |                                                                                            |                                                                                            |                                                                                            |                                                                                            |                                                                                            |
| 1995–96   | Inactivo por el proceso de pacificación en Podunavlje tras la Croatian War of Independence | Inactivo por el proceso de pacificación en Podunavlje tras la Croatian War of Independence | Inactivo por el proceso de pacificación en Podunavlje tras la Croatian War of Independence | Inactivo por el proceso de pacificación en Podunavlje tras la Croatian War of Independence | Inactivo por el proceso de pacificación en Podunavlje tras la Croatian War of Independence | Inactivo por el proceso de pacificación en Podunavlje tras la Croatian War of Independence | Inactivo por el proceso de pacificación en Podunavlje tras la Croatian War of Independence | Inactivo por el proceso de pacificación en Podunavlje tras la Croatian War of Independence | Inactivo por el proceso de pacificación en Podunavlje tras la Croatian War of Independence | Inactivo por el proceso de pacificación en Podunavlje tras la Croatian War of Independence | Inactivo por el proceso de pacificación en Podunavlje tras la Croatian War of Independence | Inactivo por el proceso de pacificación en Podunavlje tras la Croatian War of Independence |
| 1996–97   | Inactivo por el proceso de pacificación en Podunavlje tras la Croatian War of Independence | Inactivo por el proceso de pacificación en Podunavlje tras la Croatian War of Independence | Inactivo por el proceso de pacificación en Podunavlje tras la Croatian War of Independence | Inactivo por el proceso de pacificación en Podunavlje tras la Croatian War of Independence | Inactivo por el proceso de pacificación en Podunavlje tras la Croatian War of Independence | Inactivo por el proceso de pacificación en Podunavlje tras la Croatian War of Independence | Inactivo por el proceso de pacificación en Podunavlje tras la Croatian War of Independence | Inactivo por el proceso de pacificación en Podunavlje tras la Croatian War of Independence | Inactivo por el proceso de pacificación en Podunavlje tras la Croatian War of Independence | Inactivo por el proceso de pacificación en Podunavlje tras la Croatian War of Independence | Inactivo por el proceso de pacificación en Podunavlje tras la Croatian War of Independence | Inactivo por el proceso de pacificación en Podunavlje tras la Croatian War of Independence |
| 1997–98   | Inactivo por el proceso de pacificación en Podunavlje tras la Croatian War of Independence | Inactivo por el proceso de pacificación en Podunavlje tras la Croatian War of Independence | Inactivo por el proceso de pacificación en Podunavlje tras la Croatian War of Independence | Inactivo por el proceso de pacificación en Podunavlje tras la Croatian War of Independence | Inactivo por el proceso de pacificación en Podunavlje tras la Croatian War of Independence | Inactivo por el proceso de pacificación en Podunavlje tras la Croatian War of Independence | Inactivo por el proceso de pacificación en Podunavlje tras la Croatian War of Independence | Inactivo por el proceso de pacificación en Podunavlje tras la Croatian War of Independence | Inactivo por el proceso de pacificación en Podunavlje tras la Croatian War of Independence | Inactivo por el proceso de pacificación en Podunavlje tras la Croatian War of Independence | Inactivo por el proceso de pacificación en Podunavlje tras la Croatian War of Independence | Inactivo por el proceso de pacificación en Podunavlje tras la Croatian War of Independence |
| 1998–99   | 2. HNL                                                                                     | 36                                                                                         | 22                                                                                         | 8                                                                                          | 6                                                                                          | 69                                                                                         | 29                                                                                         | 74                                                                                         | 1º ↑                                                                                       |                                                                                            |                                                                                            |                                                                                            |
| 1999–2000 | 1. HNL                                                                                     | 33                                                                                         | 7                                                                                          | 9                                                                                          | 17                                                                                         | 32                                                                                         | 56                                                                                         | 30                                                                                         | 12.º ↓                                                                                     | 1.ª Ronda                                                                                  |                                                                                            |                                                                                            |
| 2000–01   | 2. HNL                                                                                     | 34                                                                                         | 13                                                                                         | 5                                                                                          | 16                                                                                         | 56                                                                                         | 59                                                                                         | 44                                                                                         | 12.º                                                                                       | Preliminar                                                                                 |                                                                                            |                                                                                            |
| 2001–02   | 2. HNL Norte                                                                               | 30                                                                                         | 23                                                                                         | 2                                                                                          | 5                                                                                          | 87                                                                                         | 30                                                                                         | 71                                                                                         | 1º                                                                                         | 1.ª Ronda                                                                                  |                                                                                            |                                                                                            |
| 2002–03   | 2. HNL North                                                                               | 32                                                                                         | 11                                                                                         | 8                                                                                          | 13                                                                                         | 47                                                                                         | 49                                                                                         | 41                                                                                         | 9.º                                                                                        |                                                                                            |                                                                                            |                                                                                            |
| 2003–04   | 2. HNL North                                                                               | 32                                                                                         | 14                                                                                         | 5                                                                                          | 13                                                                                         | 45                                                                                         | 54                                                                                         | 47                                                                                         | 4.º                                                                                        | 1.ª Ronda                                                                                  |                                                                                            |                                                                                            |
| 2004–05   | 2. HNL North                                                                               | 32                                                                                         | 10                                                                                         | 9                                                                                          | 13                                                                                         | 37                                                                                         | 46                                                                                         | 39                                                                                         | 10.º                                                                                       |                                                                                            |                                                                                            |                                                                                            |
| 2005–06   | 2. HNL North                                                                               | 32                                                                                         | 13                                                                                         | 5                                                                                          | 14                                                                                         | 41                                                                                         | 32                                                                                         | 44                                                                                         | 6.º                                                                                        | 1.ª Ronda                                                                                  |                                                                                            |                                                                                            |
| 2006–07   | 2. HNL                                                                                     | 30                                                                                         | 9                                                                                          | 8                                                                                          | 13                                                                                         | 40                                                                                         | 42                                                                                         | 35                                                                                         | 9.º                                                                                        | 2.ª Ronda                                                                                  |                                                                                            |                                                                                            |
| 2007–08   | 2. HNL                                                                                     | 30                                                                                         | 6                                                                                          | 6                                                                                          | 18                                                                                         | 29                                                                                         | 53                                                                                         | 24                                                                                         | 15.º↓                                                                                      |                                                                                            |                                                                                            |                                                                                            |
| 2008–09   | 3. HNL Este                                                                                | 33                                                                                         | 17                                                                                         | 7                                                                                          | 9                                                                                          | 52                                                                                         | 39                                                                                         | 58                                                                                         | 4.º ↑                                                                                      | 1.ª Ronda                                                                                  |                                                                                            |                                                                                            |
| 2009–10   | 2. HNL                                                                                     | 26                                                                                         | 7                                                                                          | 10                                                                                         | 9                                                                                          | 31                                                                                         | 39                                                                                         | 31                                                                                         | 12.º                                                                                       |                                                                                            |                                                                                            |                                                                                            |
| 2010–11   | 2. HNL                                                                                     | 30                                                                                         | 6                                                                                          | 2                                                                                          | 22                                                                                         | 21                                                                                         | 83                                                                                         | 20                                                                                         | 15 ↓                                                                                       |                                                                                            |                                                                                            |                                                                                            |
| 2011–12   | 3. HNL Este                                                                                | 15                                                                                         | 4                                                                                          | 3                                                                                          | 8                                                                                          | 19                                                                                         | 28                                                                                         | 15                                                                                         | 16.º ↓                                                                                     |                                                                                            |                                                                                            |                                                                                            |

## Jugadores

### Jugadores destacados
| - Davor Burcsa - Valentín Jara - Mario Jazvic - Dominik Marincic - Marijan Matic | - Milo Misic - Ivan Plum - Martin Robaina - Sasa Sest - Amarildo Zela |